# 大帕拉迪索山

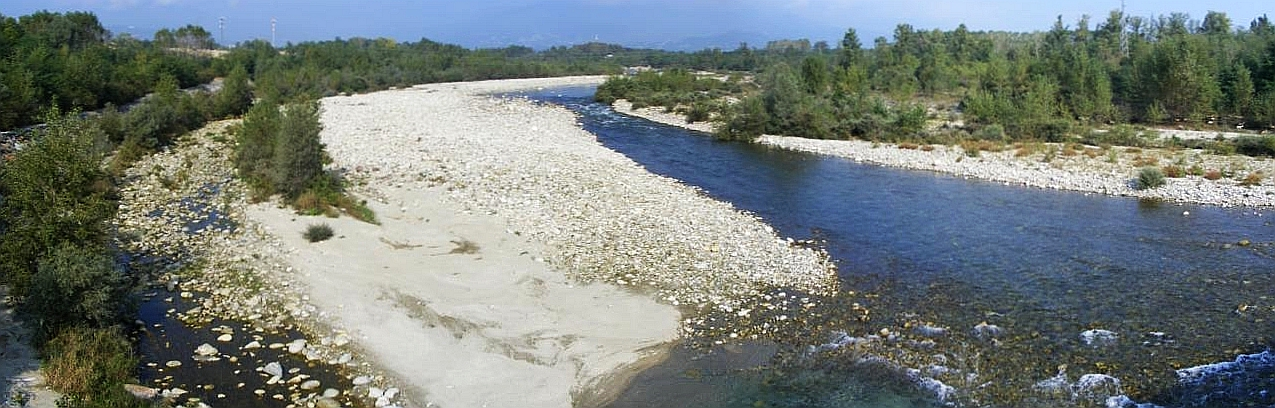

大帕拉迪索山（義大利語：Gran Paradiso）是意大利的山峰，位於該國西北部，屬於格拉耶山的一部分，毗鄰與法國接壤的邊境，海拔高度4,061米，人類在1860年9月4日首次登頂。
45°10′N 7°52′E / 45.167°N 7.867°E